# 테더퍼스트

## 테더퍼스트 (TetherFirst)
테더퍼스트(영어: TetherFirst)는 2025년 1월 설립된 싱가포르 소재의 암호화폐 수수료 환급 플랫폼이다. 운영사는 TETHERFIRST PTE. LTD.이며, 본사는 싱가포르 380 Jalan Besar #06-02 ARC 380에 위치하고 있다.

## 개요
테더퍼스트는 암호화폐 파생상품 거래소 이용자가 발생시키는 거래 수수료의 일부를 환급하는 구조를 기반으로 한다. 사용자 계정과 거래소 API를 연동하여 거래 내역을 분석하며, 일정 비율의 수수료를 테더(USDT)로 환급한다. 일부 거래소에서는 최대 85% 수준의 환급률이 적용된다고 알려져 있다.

## 설립 배경
플랫폼은 암호화폐 선물 거래 이용자들의 수수료 부담을 낮추고, 수익률 개선을 목적으로 기획되었다. 싱가포르에 법인을 두고 있으며, 다국적 사용자 대상 서비스를 운영하고 있다. 한국어 사용자 지원도 함께 제공된다.

## 기능
- 거래소 지원: Bybit, Bitget, OKX, Blofin, MEXC 등 주요 글로벌 거래소와의 연동을 통해 수수료 데이터를 수집한다.
- 자동 환급 시스템: API 연동을 통해 거래 내역을 자동 분석하고 환급을 적용한다.
- 셀퍼럴 구조: 일부 프로그램을 통해 사용자는 본인의 거래 내역에서도 일정 비율의 리워드를 받을 수 있다.
- 제휴 및 이벤트: 특정 거래소와의 협업을 통한 한정 프로모션이 운영된 바 있다.[2]

## 보안
플랫폼은 API 인증 기반의 연동 구조를 사용하며, 이중 인증(2FA) 및 IP 기반 보안 기능이 도입되어 있다. 사용자 개인정보는 저장하지 않는 구조로 운영된다고 명시되어 있다.

## 이용 현황
정확한 이용자 수는 공개되지 않았으며, 온라인 커뮤니티와 블로그 등을 통해 일반 투자자 및 파생상품 트레이더들이 사용 중이라는 후기 사례가 확인된다.

## 참조
1. ↑  https://tetherfirst.com/
2. ↑  https://blog.naver.com/tetherfirst/223763653654
3. ↑  https://tetherfirst.com/
4. ↑  https://blog.naver.com/coinplaner/223817628150
5. ↑  https://blog.naver.com/cosgan_/223817718652